# Maharajganj (hoofdstad)
Maharajganj is een stad en gemeente in de Indiase staat Uttar Pradesh. Het is de hoofdstad van het gelijknamige district Maharajganj.

## Demografie
Volgens de Indiase volkstelling van 2001 wonen er 26.272 mensen in Maharajganj, waarvan 53% mannelijk en 47% vrouwelijk is. De plaats heeft een alfabetiseringsgraad van 56%.